# Gatehus
För andra betydelser, se Gathus.

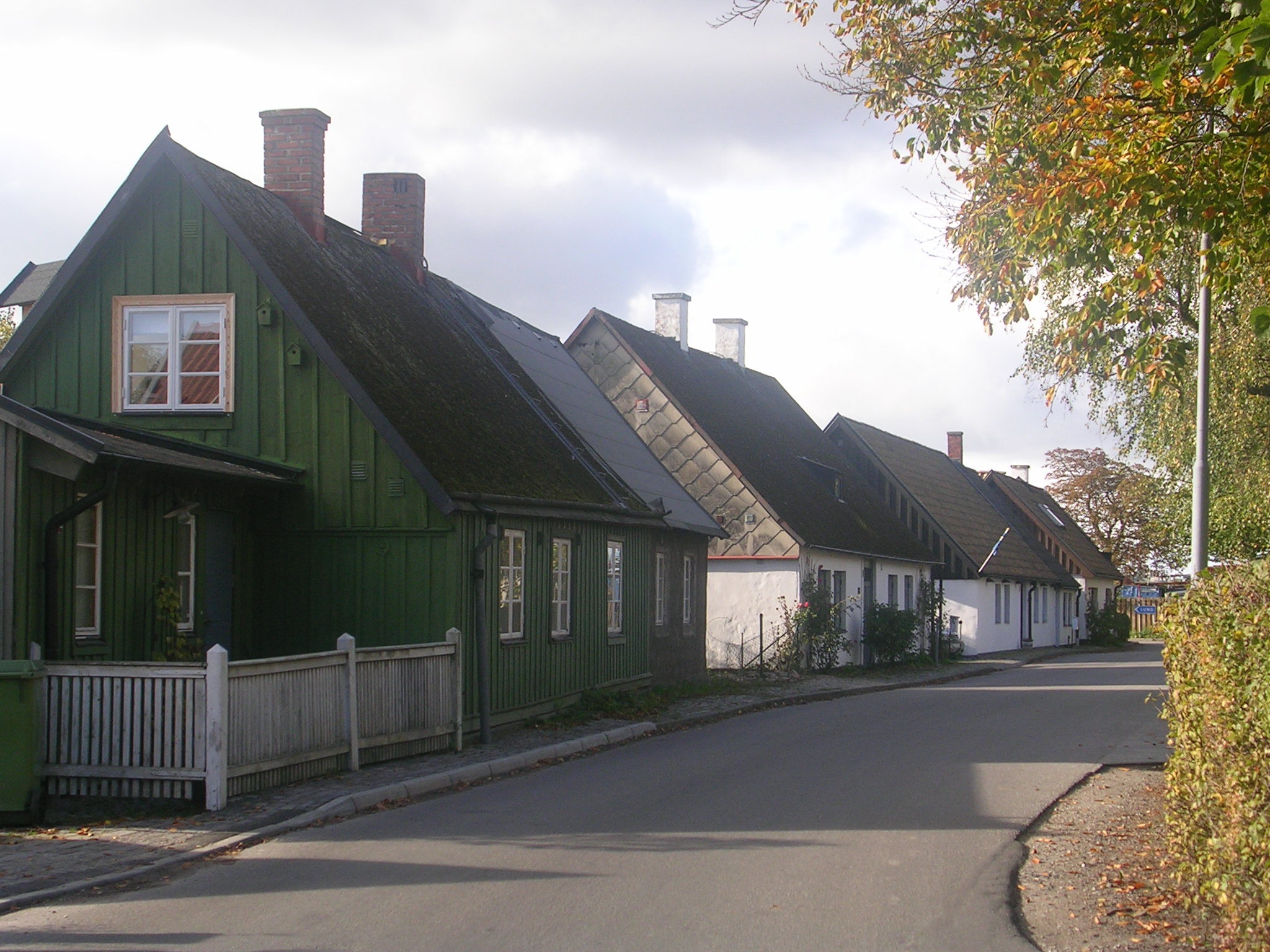
Gatehus i Stora Råby utanför Lund

Gatehus, eller gadehus, kallas i Skåne, Halland och Blekinge äldre hus som byggts längs en bygata eller byns fägata. Dessa finns även i Danmark. Motsvarigheten i övriga Sverige är närmast backstugan. Innehavaren eller brukaren av ett gatehus benämndes "gatehusman" och var i skattehänseende jämställd med torpare. Vid försäljning av ett hemman kunde också ett gatehus avsättas som undantag att disponeras av försäljaren livet ut.
Gatehus är ursprungligen låga, i regel en-längade, och byggda med på orten tillgängliga material. På de skånska slätterna var gatehusen precis som bondgårdarna ofta korsvirkeshus. Bakom huset finns i de flesta fall plats för en köksträdgård eller en liten kålhage. Ofta ägdes endast huset av innehavaren, med nyttjanderätt till tomten.
Efter enskiftet i Skåne byggdes många gatehus. Då byarna skiftades och gårdar flyttades till utägor kvarstod mindre markbitar intill bygatan som nu kunde bebyggas med gatehus, främst för yrkesfolk som snickare, skomakare och skräddare samt för mindre bemedlade som i övrigt arbetade på de stora gårdarna och godsen. Till behovet bidrog också den kraftiga befolkningsökning som följde skiftesreformerna. 
Termen gatehus bör inte förväxlas med äldre låghusbebyggelse i städer.